# Chalindrey

Chalindrey este o comună în departamentul Haute-Marne din nord-estul Franței. În 2009 avea o populație de 2.642 de locuitori.

## Evoluția populației
| An        | 1975  | 1982  | 1990  | 1999  | 2006  | 2009  |
| --------- | ----- | ----- | ----- | ----- | ----- | ----- |
| Populație | 3.377 | 3.143 | 2.818 | 2.693 | 2.704 | 2.642 |